# Faptele sunt cunoscute
Faptele sunt cunoscute este un film românesc din 2015 regizat de Gabriel Tempea.